# Richie Ramone
Richard Reinhardt (poznat i kao Richie Beau, Richie Ramone, 11. kolovoza 1957.), američki je bubnjar, najviše poznat po svome djelovanju u punk rock skupini Ramones.

## Životopis
Prije nego što je počeo glazbeno djelovati u Ramonesima, Richie je svirao sa sastavom Velveteen i također je svirao bubnjeve zajedno s američkom glumicom i pjevačicom Annie Golden u sastavu The Shirts. U Ramonese je pristupio 13. veljače 1983., na nastupu u New Yorku, kada je iz sastava otišao Marky Ramone. On je sudjelovao na turneji Subterranean Jungle, na kojoj se potpisivao kao Richie Beau, ime koje je imao još dok je svirao zajedno s Velveteenom.
Richie je svirao bubnjeve na albumima Too Tough to Die, Animal Boy i Halfway to Sanity. On je napisao šest skladbi za sastav, "Humankind" se pojavljuju na albumu Too Tough to Die, "Smash You" koja se nalazi na B-strani i singl "Howling at the Moon (Sha-La-La)". "Somebody Put Something in My Drink", nalazi se na albumu Animal Boy i "(You) Can't Say Anything Nice" na B-strani, singlovi "Somebody Put Something in My Drink", "I'm Not Jesus" i "I Know Better Now", pojavljuju se na albumu Halfway to Sanity. Također izvodi prvi vokal u skladbi "(You) Can't Say Anything Nice."
Richie je u dokumentarnom filmu End of the Century: The Story of the Ramones, rekao da on nije bio smatran punopravni članom sastava i nije primao novac od prodaje Ramonesovih artikala. Postojale su također i umjetničke nesuglasice koje su kulminirale između Johnnyja Ramonea, Reinhardta i Joeyja Ramonea, kada su ova dvojica remiksala album Halfway to Sanity. Reinhardt je imao svoj posljednji nastup s Ramonesima 12. kolovoza 1987., u East Hamptonu, New York, nakon četiri i pol godine i 500 nastupa za Ramones. Kada je otišao iz sastava, svirao je bubnjeve s mnogim drugim skupinama. Clem Burke (poznat kao (Elvis Ramone), sudjelovao je u sastavu kao popuna na dva koncerta, nakon čega je Richie došao natrag i pitao Markya da se vrati (što je ovaj i prihvatio).
Unatoč njegovom lošem iskustvu s Ramonesima, ostao je u relativno dobrom odnosu s Dee Dee Ramoneom, s kojim je u kasnim '80-ma snimao hip hop skladbe.
Reinhardt je bio pozvan nazočiti pokopu svojeg bivšeg partnera u Ramonesima Joeyja Ramonea, koji je umro 15. travnja 2001. od raka. Osnovao je sastav The Rattlers, s Joeyjevim bratom Mickeyom Leighom i postali su vrlo popularni. Dana 19. svibnja 2006., Reinhardt se pojavio na 6. godišnjici Joey Ramoneovog rođendana, na mjestu gdje je svirao bubnjeve na "Wart Hog", "Somebody Put Something in My Drink" i ostale Ramonesove skladbe.

## Diskografija

### S Ramonesima
- Too Tough to Die (1984.)
- Animal Boy (1986.)
- Halfway to Sanity (1987.)
- Smash You: Live '85 (2002.)

## Vanjske poveznice
- Službene stranice Richiea Ramonea  Arhivirana inačica izvorne stranice od 31. ožujka 2008. (Wayback Machine)
- Službene stranice sastava